# Carex yangshuoensis
Carex yangshuoensis är en halvgräsart som beskrevs av Tang, Fa Tsuan Wang och S.Y.Liang. Carex yangshuoensis ingår i släktet starrar, och familjen halvgräs. Inga underarter finns listade i Catalogue of Life.